# Tvorup Klitplantage
Tvorup Klitplantage är en skog i Danmark. Den ligger i Region Nordjylland, i den nordvästra delen av landet. Tvorup Klitplantage ligger på ön Vendsyssel-Thy. Mellan skogen och havet förekommer hed och på östra sidan jordbruksmark.